# مارك وايت (سياسي أمريكي)
مارك وايت (بالإنجليزية: Mark White)‏ هو سياسي أمريكي، ولد في 11 مارس 1950. حزبياً، نشط في الحزب الجمهوري.